# Discographie d'Azealia Banks

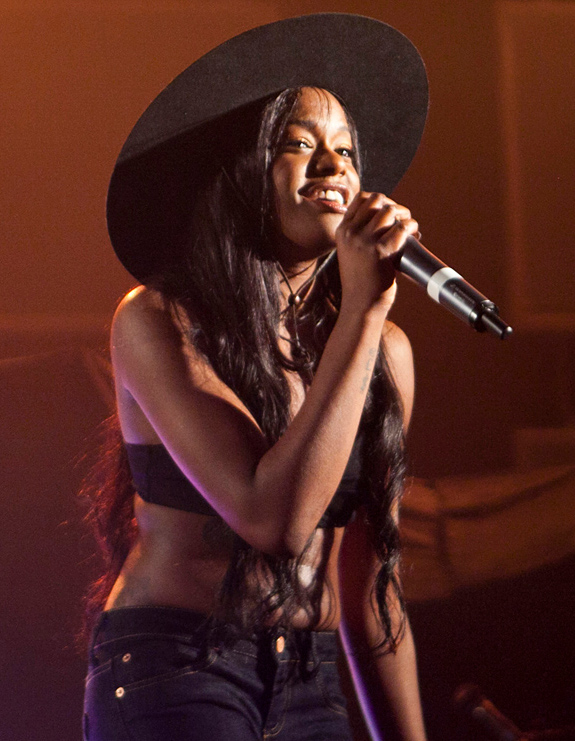
Azealia Banks se produit aux NME Awards 2012 à la Brixton Academy de Londres.

Discographie d'Azealia Banks.

## Album studio
- 2014 : Broke with Expensive Taste

## Singles
| Titre                                                              | Année | Meilleure position | Meilleure position | Meilleure position | Meilleure position | Meilleure position | Meilleure position | Meilleure position | Album                      |
| Titre                                                              | Année | Australie          | Belgique (Fla)     | Belgique (Wal)     | Irlande            | Pays-Bas           | Écosse             | Royaume-Uni        | Album                      |
| ------------------------------------------------------------------ | ----- | ------------------ | ------------------ | ------------------ | ------------------ | ------------------ | ------------------ | ------------------ | -------------------------- |
| 212 (featuring Lazy Jay)                                           | 2011  | 68                 | 17                 | 34                 | 7                  | 17                 | 12                 | 12                 | 1991                       |
| Liquorice                                                          | 2012  | -                  | -                  | -                  | -                  | -                  | -                  | -                  | 1991                       |
| Yung Rapunxel                                                      | 2013  | -                  | -                  | -                  | -                  | -                  | -                  | -                  | Broke With Expensive Taste |
| ATM Jam (featuring Pharrell Williams)                              | 2013  | -                  | -                  | -                  | -                  | -                  | -                  | -                  | Single Promotionnel        |
| Heavy Metal & Reflective                                           | 2014  | -                  | -                  | -                  | -                  | -                  | -                  | -                  | Broke With Expensive Taste |
| Chasing Time                                                       | 2014  | -                  | -                  | -                  | -                  | -                  | -                  | -                  | Broke With Expensive Taste |
| Ice Princess (en)                                                  | 2015  | -                  | -                  | -                  | -                  | -                  | -                  | -                  | Broke With Expensive Taste |
| "—" signifie que le single n'est pas classé ou sorti dans le pays. |       |                    |                    |                    |                    |                    |                    |                    |                            |

## Featurings
| Titre                                                                                      | Année | Album                     |
| ------------------------------------------------------------------------------------------ | ----- | ------------------------- |
| Can't Stop Now (Kicks Like a Mule Remix) (Major Lazer featuring Azealia Banks)             | 2010  | Lazers Never Die          |
| Shady Love (Scissor Sisters vs. Krystal Pepsy)                                             | 2012  | Magic Hour                |
| Blue Jeans (Smims & Belle Remix) (Lana Del Rey featuring Azealia Banks)                    | 2012  | Blue Jeans — (US Remixes) |
| Bad Girls(Danja N.A.R.S. Remix) (M.I.A. featuring Missy Elliott et Azealia Banks)          | 2012  | Bad Girls (Remixes)       |
| Control It (Shystie featuring Azealia Banks)                                               | 2012  | Gold Dust: Vol.2          |
| II. Earth: The Oldest Computer (The Last Night) (Childish Gambino featuring Azealia Banks) | 2013  | Because the Internet      |
| Blown Away (GypjaQ featuring Azealia Banks)                                                | 2015  | (single hors album)       |
| I'm That... (Remix) (R. City featuring Beenie Man & Azealia Banks)                         | 2015  | (single hors album)       |
| Trap Queen (Remix) (Fetty Wap featuring Azealia Banks, Quavo & Gucci Mane)                 | 2015  | (single hors album)       |
| The Kids Aren't Alright (Remix) (Fall Out Boy featuring Azealia Banks)                     | 2015  | Make America Psycho Again |
| In Town (Kevin Hussein featuring Azealia Banks)                                            | 2015  | (single hors album)       |
| Ondulado (Kevin Hussein featuring Theophilus London & Azealia Banks)                       | 2015  | (single hors album)       |

## Clips musicaux
| Title                                          | Year | Director(s)                                     |
| ---------------------------------------------- | ---- | ----------------------------------------------- |
| "L8R"                                          | 2010 | BBGUN                                           |
| "212" (featuring Lazy Jay)                     | 2011 | Vincent Tsang                                   |
| "Liquorice"                                    | 2012 | Rankin                                          |
| "Liquorice" (Alternate version)                | 2012 | Inconnu                                         |
| "Van Vogue"                                    | 2012 | Rankin                                          |
| "1991"                                         | 2012 | Justin Mitchell                                 |
| "Luxury"                                       | 2012 | Clarence Fuller                                 |
| "Atlantis"                                     | 2012 | Fafi                                            |
| "Fierce"                                       | 2012 | Luke Monaghan                                   |
| "Harlem Shake" (Remix)                         | 2013 | Rony Alwin                                      |
| "Control It" (Shystie featuring Azealia Banks) | 2013 | Oliver Whitehouse                               |
| "No Problems"                                  | 2013 | Rony Alwin                                      |
| "Yung Rapunxel"                                | 2013 | Jam Sutton                                      |
| "ATM Jam" (featuring Pharrell)                 | 2013 | Rony Alwin                                      |
| "Heavy Metal and Reflective"                   | 2014 | Rob Soucy Nick Ace                              |
| "Chasing Time"                                 | 2014 | Marc Klasfeld                                   |
| "Wallace"                                      | 2015 | Rob Soucy Nick Ace                              |
| "Blown Away" (GypjaQ featuring Azealia Banks)  | 2015 | Rob Soucy Nick Ace                              |
| "Ice Princess"                                 | 2015 | We Were Monkeys (Mihai Wilson & Marcella Moser) |
| "Count Contessa"                               | 2015 | Rony Alwin                                      |